# 農場餐廳

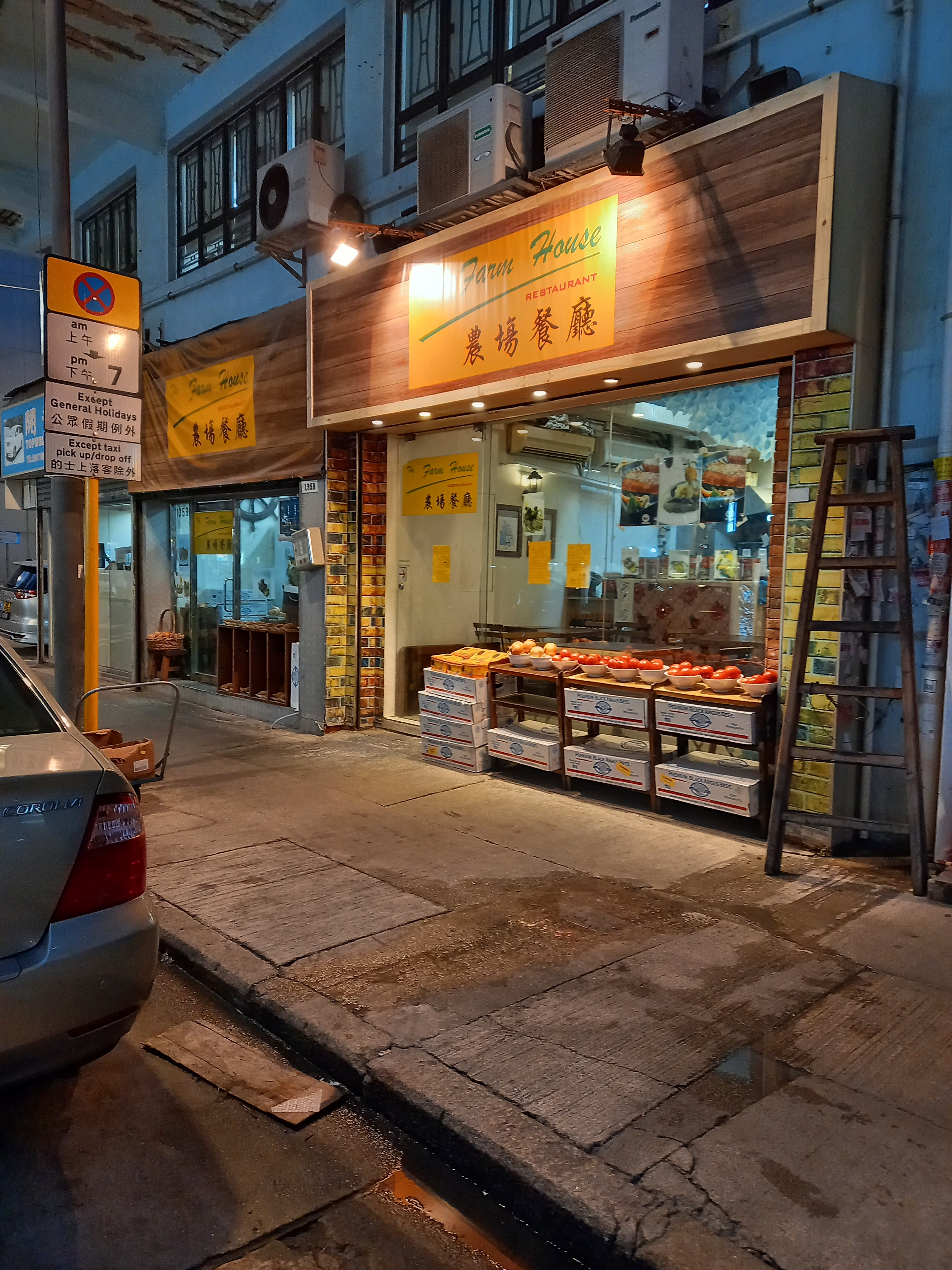
九江街農塲餐廳

農塲餐廳曾是香港的港式西餐廳，由陳興濤創辦，曾多次全線結業。首次結業多年後於深水埗九江街重開，並涉及多宗法律糾紛，包括無牌經營、詐騙式投資計劃及違法賣酒等問題。該餐廳的經營模式備受爭議，其創辦人亦因財務問題及行為怪異而屢遭批評。創辦人陳興濤更因涉嫌以農塲餐廳為名經營龐氏騙局而遭到証監會檢控，被罰款並勒令停止違規行為。此外，餐廳更曾因食物質素問題，與藝人余德丞爆發「劣食片」風波，引發公關災難。該餐廳涉嫌無牌賣酒，非法經營，其衛生情況極度惡劣，最終結業。

## 歷史
農塲餐廳由陳興濤及其他股東於1987年合資75萬港元創辦，首家分店設於中環威靈頓街。餐廳供應經改良的簡單西餐，標榜所有食物不含味精，第一代的農塲餐廳主要提供套餐，價格大眾化，並以羅宋湯及牛扒聞名。
全盛時期，農塲餐廳規模擴展至48家分店，僱員達1,300人，每日營業額接近20萬港元。然而，1997年亞洲金融風暴爆發後，陳興濤因資金周轉問題，最終無法維持營運。當時陳興濤以為事件很快會過去，私人擔保向銀行借貸取得一筆流動資金，以支付租金及員工薪酬，繼續經營。但一年後資金耗盡，生意無法維繼，亦直接令陳氏於今後負債累累。農塲餐廳結業潮旋即開始，48間分店極速先後結業。1999年，油麻地普慶廣場分店拖欠超過100萬港元租金，被業主鷹君集團入稟高等法院申請清盤，並申請陳興濤個人破產。農塲餐廳有限公司於2001年3月被法庭頒令清盤。陳興濤其後轉做售賣兒童書籍生意。
2008年，陳興濤重新開設「農家意粉」，但因經營困難，至2015年再度結業。
2021年，他於深水埗區的九江街及長沙灣道再次重開農塲餐廳，但被指無牌經營，並面臨財務困難。陳興濤兼任二手衫褲售賣，並取名「農塲時裝」，以籌措足夠款項繳交該無牌食肆的電費，但事與願違，及後數次被中華電力停止電力服務。長沙灣道分店於2023年結業，九江街分店則至2025年農曆年初七結業，至此農塲餐廳再無分店，但陳興濤表示農塲餐廳依然「形而上」存在。
2024年6月，陳興濤表示深水埗九江街店舖將快結束營業，為尋找出路，而找合作夥伴，對象曾經有屯門刀削麵， 農塲餐廳陳興濤竟親身到屯門一品刀削麵店舖，並在已落閘的閘外貼上黃色大字報，配以經典紅色記號筆，「盧先生︰若有份運！能為此店重開作協力的話，联（聯）我農塲餐廳陳興濤」雖然文句不通，但大概意指希望能幫忙為一品刀削麵重開一事作協助，並指可以聯絡他本人。農塲餐廳的Facebook亦發文表示「向生物體（網民）作孽下的悲劇，提出關心和協助，在父親節這（這）天，讓天下失去父愛父教的生物體（網民）上一堂課。」
2024年12月，陳興濤到元朗花甲粉店舖表示希望洽談合作計劃，並在該店享用一碗花甲粉。並且於翌日晚上於Facebook表示談判破裂，更於元朗花甲粉Facebook專頁內展開罵戰。而花甲粉一方則表示陳興濤享用花甲粉後未有付款。及後陣興濤返回花甲粉店址表示要「找數」，但同時即場報警指花甲粉店涉嫌詐騙。
2025年2月，他正式結束最後一間農場餐廳的營業。輾轉數日後與元朗下白泥菜農及粉嶺蜜農合作，並於九龍城以短租形式兜售本地蔬菜及蜂蜜。

## 初代（第1代）農塲餐廳之經營特色
初代農塲餐廳有一套特別的經營管理策略。陳興濤禁止員工講粗口，也禁止員工在廚房抽煙。餐廳的營業時間比一般餐廳短，這樣使員工有更多休息及與家人相處的時間。員工亦要撰寫工作日記，並在員工之間傳閱。陳興濤亦多次撰寫文章，表述公司的經營方向及面對的問題 ，更曾把撰寫的文章刊登在報章廣告上。而農塲餐廳各分店的牆上、餐牌及餐墊紙上，都印有陳興濤撰寫的關於人生哲理等文章。
唯近代之農塲餐廳於2010年代重新開業後，陳興濤開設農塲餐廳Facebook專頁，發表《心窗日記》及《新資本主義》等短片內容，接近每日更新。而短片中常以「知識份子」及「香港大學畢業生」自居，但粗口橫飛，更經常當眾飲酒賣醉。陳興濤表示他的思維無法被「正常人」明白。短片內容通常包括播放音樂、跳舞、講粗口等行為；以及一些言不及義的說話。有網民懷疑陳興濤出現精神問題，因為影片毫無意義之餘，亦經常自打嘴巴，以今天的自己打倒昨天的自己。

## 違法投資計劃與證監會檢控
1999年，香港證券及期貨事務監察委員會（證監會）成功檢控農塲餐廳及其創辦人陳興濤，指控該公司非法發出未經批准的投資廣告，誘使公眾向該餐廳存款，聲稱可獲「保證回報」。這種手法與典型的非法集資或騙局相似，涉及誤導投資者，並違反《保障投資者條例》第4條。
證監會調查發現，農塲餐廳於1998年至1999年間，大規模刊登40則誤導性投資廣告，並向公眾派發宣傳文件，鼓吹「高回報、零風險」的存款計劃，承諾存款人可獲固定利息回報。然而，這項投資安排沒有任何實質投資項目支持，僅依賴新投資者的資金來支付舊投資者，完全符合龐氏騙局的特徵。

### 法院裁決與懲罰
1999年6月1日，案件於西區裁判法院審理，裁判官裁定農塲餐廳及陳興濤違反《保障投資者條例》第4條，罪名成立，判罰款87,000港元，並須支付證監會調查費用18,992港元。法院認定，該投資計劃屬無牌經營投資業務，且存在明顯的欺詐性質，若不及時制止，極有可能導致更多投資者遭受損失。

### 與典型龐氏騙局的相似之處
根據證監會調查結果，農塲餐廳的投資安排具備典型的龐氏騙局特徵：
- 1. 高回報承諾：向投資人保證存款能獲得「固定回報」，但無具體投資計劃。
- 2. 資金流向不透明：未能提供具體的投資收益來源，資金流向完全不明。
- 3. 依賴新資金填補舊資金：以新投資者的存款支付舊存款者的利息，類似龐氏騙局的運作模式。
- 4. 無證監會許可：未獲香港證監會批准，違反《保障投資者條例》。

由於這項計劃在曝光前便被證監會查封，未能發展至全面崩盤的地步，否則可能導致更大規模的金融損失。

## 重開餐廳（第2代）
陳興濤在2005年獲法庭解除破產令後，計劃東山再起，重新創辦農塲餐廳。2008年春，他已經在上水石湖墟市政大樓街市熟食中心重新開業，店名「農家意粉」，亦於2008年9月在葵涌廣場開設第二間分店。陳興濤表示，他與數名舊同學已決意在禁任董事限期屆滿（2009年8月）後，在灣仔鬧市開設「農家意粉」，等到餐廳賺的錢可以還清舊債時，才會重新起用以前「農塲餐廳」的名字。

## 無牌經營與法律糾紛
農塲餐廳多次涉及無牌經營，並因此面臨法律處分。

### 2014年無牌經營案
2014年3月11日，農塲餐廳東主陳興濤被控經營無牌食肆，於九龍城裁判法院被票控經營無牌食肆，陳興濤承認控罪，兩張傳票分別判罰款3410元及3570元。陳興濤求情指自己經濟困難，更要借高利貸「過年」及維持生計。陳又稱早前因滾油而受傷，過往工作4年中只休息4天，努力工作過活，希望裁判官輕判。

### 2023年襲擊YouTuber案
2022年12月7日，YouTuber 梁志恒前往九龍長沙灣九江街的一家餐廳進行拍攝。餐廳負責人陳興濤因不滿其錄影行為，發生口角，並以手拍打梁志恒的手機，導致手機掉落地面及螢幕爆裂。警方接報後到場調查，並以刑事毀壞罪拘捕陳興濤。陳興濤在2023年11月9日於西九龍裁判法院被裁定罪名成立，被判罰款港幣3,000元及向梁志恒賠償港幣2,700元。他其後提出上訴，案件編號為HCMA 434/2023。

### 2024年無牌售酒案
2024年4月12日，香港警方長沙灣分區雜項調查隊於晚上約9時在區內展開突擊行動，警方在長沙灣九江街發現農塲餐廳涉嫌無牌售賣酒類飲品，當場拘捕65歲的陳興濤，陳興濤涉嫌無牌售賣酒類飲品及藏有酒類飲品可作販賣用途。警方在店內檢獲市值約4,000元的酒類飲品，並強調無牌售酒屬嚴重罪行，一經定罪可被判罰款100萬元及監禁兩年。

#### 初審經過
被告陳興濤被控於2024年4月12日在九龍長沙灣九江街135B號地下農場餐廳，無持有效牌照售賣酒類（即一支紅酒）及管有酒類作售賣用途，違反香港法例第109章《應課稅品條例》第17(3B)、46(1)及46(3)條。被告否認兩項控罪，案件於2024年8月7日在西九龍裁判法院（案件編號：2024年第2797號）審訊後，裁判官裁定被告第一項控罪（無牌售酒）罪成，判處罰款港幣4,000元，而第二項控罪則罪名不成立。

##### 初審裁定
控方傳召一名臥底警員（編號26295）作證，指案發當日進行喬裝行動，以顧客身份進入位於九龍長沙灣九江街135B號地下的「農場餐廳」，被告（陳興濤）向警員表示「$100套餐包紅酒任飲，但係要做咗朋友先」，隨後警員支付100元，並應被告要求透過WhatsApp聯絡後，被告提供了一支紅酒及膠杯，並替警員開瓶。警方隨即表露身份拘捕被告。被告爭辯涉案處所並非餐廳，而是用作學術研究、教育及餐廳倉庫的私人場所，並指稱警員當時是以朋友身份進入，而非顧客，因此不屬於無牌售酒。然而，裁判官拒絕接納被告說法，認為涉案處所設施及運作模式均屬餐廳，而且處所亦有掛上「農場餐廳」招牌，被告聲稱該處所僅限朋友出入亦與事實不符。裁判官接受警員供詞為可信可靠，裁定被告第一項控罪成立，罰款4,000元。

##### 上訴內容及裁定
被告不服定罪及判刑，於2024年8月21日提交通知書提出上訴，理由包括涉案處所非餐廳、警員為其朋友而並非客人，以及其經濟困難等理由。
2024年12月13日，高等法院原訟法庭暫委法官李俊文審理上訴，於2025年3月12日頒下判決。上訴法庭經考慮後認為，原審裁判官的裁定合理可信，並無原則性錯誤，上訴人的說法明顯不符事實。上訴法庭同意裁判官裁定涉案處所實質為餐廳，警方證明被告無牌售賣酒類的證據充足，駁回定罪上訴。此外，上訴法庭考慮案情輕微（餐廳規模細小且涉案僅一支紅酒）及被告經濟狀況，認為原審罰款4,000元並無明顯過重或錯誤，維持原審判刑。

## 財務困難與多次結業
農塲餐廳因經營問題，多次結業並重開。

### 第二度結業 (2015)
2008年起，農家意粉先後開設五間分店，因經營不善致入不敷支，六年蝕過千萬元，四間分店已先後結束營業，上水的最後一間分店，亦於2015年1月7日結束營業，陳興濤揚言半年後籌措三百萬元，再捲土重來。

### 第三度結業 (2020)
2020年5月，他在長洲重開「農塲餐廳」，但營運僅數日，於同月再度結業。

### 第四度結業 (2023)
2023年他在長沙灣道的分店於發生與藝人余德承及YouTuber「9BoThew 膠保廢」相關的食評風波事件後結業。

### 第五度結業 (2025)
2015年7月，他於深水埗九江街開設「農家意粉農家妹」餐廳，及後改為「農塲餐廳」。起初租用九江街135B及137號一共兩相鄰鋪位，並於137號鋪領有食品製造廠牌照，雖然如此，陳興濤依然在137號及135B兩鋪位提供堂食。2023年，137號鋪因欠租被業主收回，陳興濤於是將農塲餐廳轉移至135B號營運，但被網民發現該處所未領有任何食肆及食品製造牌照。2025年2月，他在深水埗九江街的無牌「農塲餐廳」結業。

### 近期經營困境
2021年，他將深水埗九江街的「農家意粉農家妹」重新命名為「農塲餐廳」。2023年11月，農塲餐廳曾被債主淋紅油，陳興濤亦公開表示財務困難，並稱餐廳即將結業。

## 爭議事件

### 余德丞「劣食片」風波

#### 事件經過
2022年，香港藝人余德丞與拍檔在其YouTube頻道上載了一條試食影片，內容批評農塲餐廳的餐點「難食」、「貨不對辦」，並形容該店的牛肋骨質素低劣、蒜蓉汁羊架意粉味道奇怪，整體食物水準極為不堪。該片段迅速在網絡上引起熱議，大量網民留言表示認同，甚至有曾經光顧的食客指店內環境骯髒，食物質素參差不齊，與餐廳標榜的「高質西餐」形象完全不符。

#### 陳興濤的極端反應
面對余德丞的負評，農塲餐廳東主陳興濤情緒激動，不僅公開指責余德丞「詆毀他多年心血」，更親自到深水埗警署報案，聲稱余德丞的影片涉嫌誹謗及惡意中傷。此外，他還向小額錢債審裁處入稟，指控余德丞「詐騙」、「民事盜用場地」及「誹謗」，並要求對方賠償損失。  
然而，法庭最終裁定案件缺乏法律基礎，認為余德丞的食評屬於個人觀感及言論自由範疇，並無任何欺詐或惡意誹謗成分，裁判官更形容案件「瑣碎無聊」，當庭駁回陳興濤的申索。

#### 公關災難
案件審結後，陳興濤並未接受判決，反而在農塲餐廳的Facebook專頁上發表一系列帶有攻擊性的言論，指責余德丞「不懂欣賞高級料理」，甚至在帖文中以侮辱性字眼痛罵批評餐廳的網民，言論極具爭議，導致更多人對農塲餐廳反感加深。該事件進一步加劇農塲餐廳的負面形象，餐廳最終在社會輿論壓力下，刪除相關帖文，但仍無法挽回公眾對其品牌的惡劣觀感。

## 資料來源
1. ↑  . 星島頭條. 2025-02-07  [2025-02-18] （中文（香港））.
2. ↑  奇招管員工 禁煙讀日記 （页面存档备份，存于） 蘋果日報，2002年1月1日
3. ↑  證監會檢控農塲餐廳及陳興濤，證券及期貨事務監察委員會，1999年6月3日
4. ↑  往事只能回味：錢債人情還 的存檔，存档日期2007-09-30. 蘋果日報，2007年1月30日
5. ↑  風雲人物：仲笑得出　陳興濤《飲食男女》第668期，2008年5月16日
6. ↑  農塲餐廳創辦人﹕香港有公義 上訴得直 禁任董事期減半年 的存檔，存档日期2008-07-28. 明報，2008年7月23日
7. ↑  . Yahoo News. 2014-03-11  [2024-05-07]. （原始内容存档于2024-07-25） （中文（香港））.
8. ↑  長沙灣食肆無牌賣酒　警檢$4000酒類飲品　65歲男被捕 香港01，2024年4月13日
9. ↑  .   [2015-01-08]. （原始内容存档于2019-02-16）.
10. ↑  . 經濟一周. 2023-11-01.
11. ↑  . 明報新聞網. 2022-10-03.
12. ↑  . 東方新地.